# Hospital Universitario Marqués de Valdecilla
El Hospital Universitario Marqués de Valdecilla (HUMV), conocido simplemente como Valdecilla de forma popular, es un hospital situado en la ciudad de Santander (Cantabria, España). Pertenece al Servicio Cántabro de Salud.

## Historia
La Casa de Salud Valdecilla se fundó a finales del primer tercio del siglo XX. En la historia del hospital se pueden diferenciar tres etapas bien diferenciadas, una la comprendida desde su inicio en 1929 hasta el año 1969, otra que abarca desde esta última fecha hasta el año 1982, y la última desde la década de los 80 hasta la actualidad.

### Constitución de la Casa de Salud Valdecilla

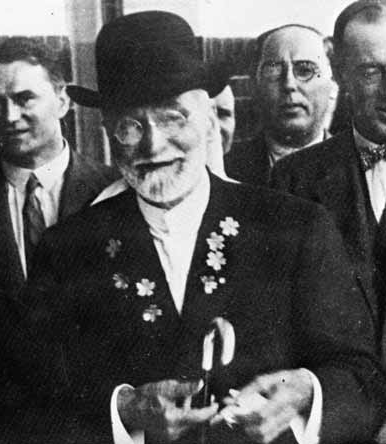
Ramón Pelayo de la Torriente, marqués de Valdecilla, fue un hábil indiano que llegó a convertirse en un importante industrial en Cuba. A su regreso a Cantabria, entre otras muchas labores de mecenazgo, creó el nuevo hospital.

La casa de salud se constituyó gracias a la aportación de Ramón Pelayo de la Torriente, marqués de Valdecilla, con la íntima colaboración de su sobrina doña María Luisa Pelayo, marquesa de Pelayo. La existencia en Santander de una asociación pro nuevo hospital, que trabajaba en el intento de construir un centro que viniera a sustituir al antiguo Hospital de San Rafael, encontró sus cauces de viabilidad de mayor dimensión en los fines y medios iniciales en la persona del marqués de Valdecilla, quien asumió la función de fundador, aportando los medios económicos necesarios para llevar a cabo un nuevo hospital que no fuera, simplemente, la sustitución del antiguo existente, sino para, de acuerdo con sus cualidades personales, de extraordinaria inteligencia y visión de futuro, crear una institución, en 1929, respondiendo a las características de auténtica renovación de la asistencia hospitalaria.
En la elaboración de los proyectos para el nuevo hospital, el marqués de Valdecilla contó con muchos e importantes asesoramientos, y especialmente con los de los profesores Gregorio Marañón y Pío del Río Hortega.
El proyecto de construcción del hospital fue encargado al arquitecto Gonzalo Bringas Vega, quien después de numerosas visitas a hospitales extranjeros, elaboró un proyecto de hospital horizontal en pabellones, comunicados todos ellos además de por la superficie por un túnel subterráneo y siguiendo las más avanzadas ideas de arquitectura hospitalaria de aquel momento.
El costo de los edificios, instalaciones, biblioteca y su mobiliario médico nacional alcanzó la cifra de 16.628.582 pesetas. Fue reconocida como entidad benéfica particular por Real Orden del 10 de abril de 1928, y en el mismo año la Diputación Provincial de Santander acuerda el cierre del Hospital de San Rafael y encomienda a Valdecilla la atención de los enfermos que loe correspondían atender por imperativo legal.
El primer Director de la Casa de Salud Valdecilla fue el eminente neuropsiquiatra Wenceslao López Albo, quien presentó su dimisión en 1930 debido a las presiones de la sobrina del marqués de Valdecilla (la marquesa de Pelayo) para impedir la creación de un cuerpo de enfermería profesional y seglar. Tras un breve periodo en que el Dr. López Albo fue nombrado de nuevo Director del hospital, al finalizar la Guerra Civil se exilió en México donde murió.
Cabe destacar que se agregaron a esta organización el Instituto Médico de Post-Graduados y la Escuela de Enfermeras, que contribuyeron años más tarde a la elevación del nivel asistencial nacional.
La plantilla médica de la Casa de Salud Valdecilla queda configurada desde su inauguración y continúa así hasta el año 1969, con los siguientes servicios (17 en total): Anatomía Patológica y Hematología; Cardiología; Nutrición y Endocrinología; Dermo-Sifiolografía; Digestivo; Estomatología; Fisioterapia; Ginecología y Obstetricia; Huesos y Articulaciones; Infecciones y Laboratorios; Neurología y Psiquiatría; Oftalmología; Otorrinolaringología; Puericultura; Química y Farmacia; Respiratorio; Urología.

### Guerra Civil y posguerra
Durante la Guerra Civil el Hospital Valdecilla desempeña las funciones de hospital militar, continuando con posteridad atendiendo las consultas y hospitalización de las Fuerzas Armadas en una unidad que se denomina Clínica Militar.
Su primer director, el Dr. López Albo, establece la Escuela Libre de Medicina, que contaba con profesores (catedráticos de universidad), programa y alumnos, formando parte de un proyecto de universidad en el que se integrarían la Biblioteca Menéndez Pelayo y la Universidad de Verano, proyecto que duró hasta la ocupación de Santander por las tropas franquistas. La Casa de Salud Valdecilla desempeña, además, un importante papel de colaboración a la Universidad, primeramente llamada de Verano y posteriormente Universidad Internacional Menéndez Pelayo. 
La Guerra Civil y las secuelas de la misma con las dificultades de todo orden de la posguerra repercutieron en el hospital. En primer lugar, y durante años, existieron grandes dificultades para la renovación de equipos, en parte paliada con las buenas instalaciones y equipos fundacionales, que permitieron que el deterioro fuera lento, aunque a lo largo de los años fue poniéndose de manifiesto y especialmente a partir del momento en que pudieron importarse materiales y equipos de diversa procedencia.

### Después de 1969
La situación de crisis se alargó y fue empeorando a medida que la los problemas económicos e institucionales no se resolvian. Sin embargo, el hospital continuó con excelente nivel asistencial, a lo que no estuvo ajeno la continuidad en el Instituto de Post-Graduados y las actividades de la Escuela de Enfermeras, que, en gran medida, pudieron paliar la escasez de personal y de medios materiales.
Esta segunda etapa comienza con el insuficiente aporte económico que supuso la contratación con la Seguridad Social de uno de sus pabellones, hasta que la misma construyó la Residencia Sanitaria de Cantabria. Para resolver la crisis generalizada que sufría la institución, surgió el Decreto del Consejo de Ministros, del 24 de abril de 1969 que extinguió la Fundación Benéfico Particular Casa de Salud Valdecilla para crear una Fundación Pública de Servicios Hospitalarios y Asistenciales "Marqués de Valdecilla", a la cual se incorpora la Casa de Salud Valdecilla, "sin pérdida de su personalidad ni desviación de la voluntad de su fundador", integrándose como unidad especial, en la mencionada fundación, bajo la tutela de la Diputación Provincial de Santander que aporta, a la misma, la Maternidad Provincial, Jardín de la Infancia, Nuevo Hospital Psiquiátrico de Parayas y un Centro de Geriatría.
Por aquel entonces, se establece el acuerdo con la Universidad para pasar Valdecilla a desempeñar las funciones de hospital universitario, responsabilizándose de la docencia y entrenamiento de las asignaturas clínicas. 
Se construyen nuevos bloques y se establecen objetivos comunes con la Seguridad Social. En el año 1970 se realiza una modernización de las instalaciones por un importe de 511.241.167 pesetas, aportando la Dirección General de Sanidad el 50% a fondo perdido y corriendo el resto del gasto a cargo de la Diputación Provincial de Santander. Con esta modernización se crean nuevos servicios, y se mejoran los ya formados, también se constituyen otras áreas de especialización, además de modernizar equipos y definir la estructura departamental.

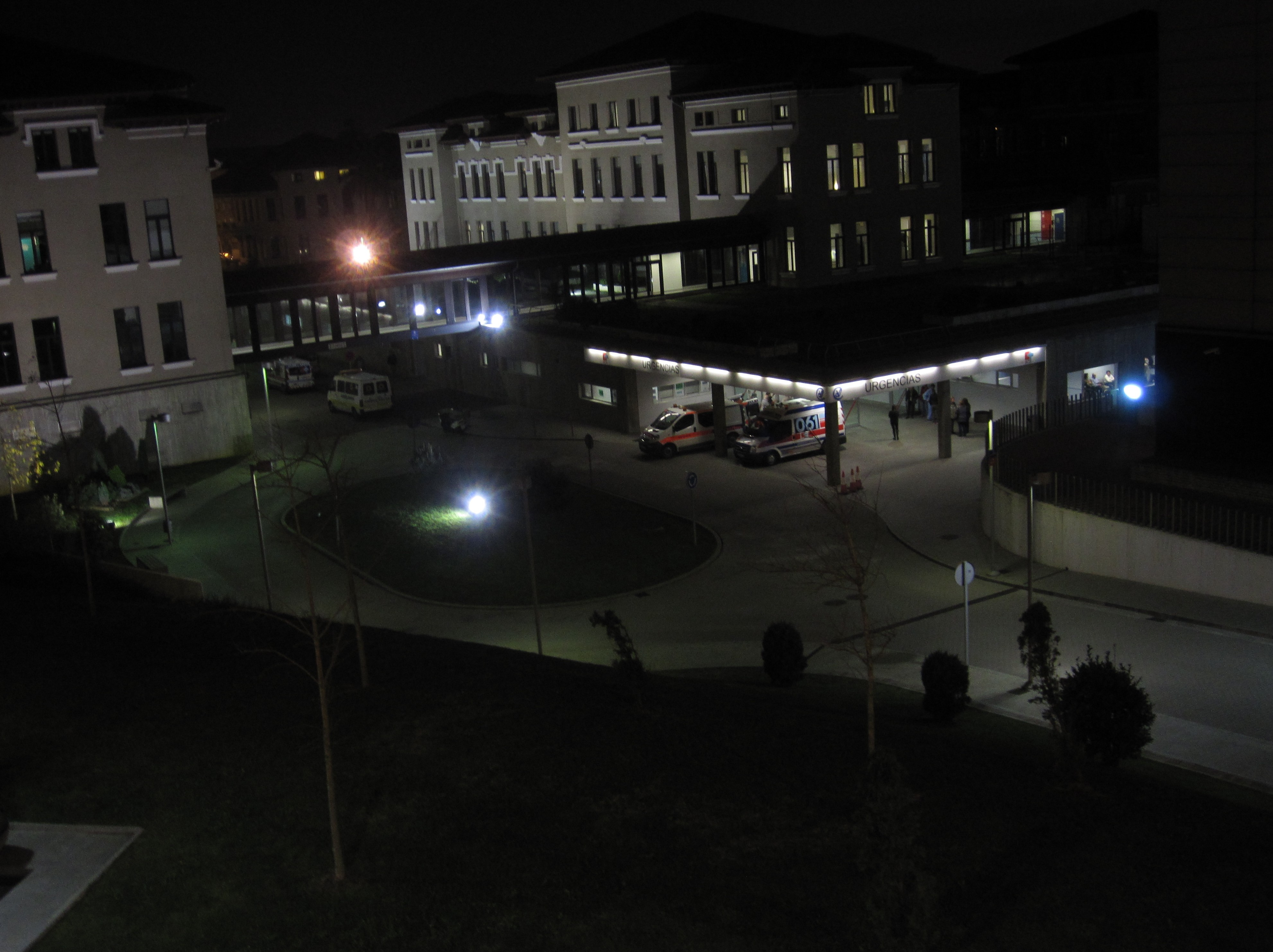
Vista nocturna de la entrada al servicio de Urgencias del Hospital Marqués de Valdecilla.

Se crea un importante archivo de historias clínicas, que constituye, además, un importante medio de trabajo para publicaciones científicas. Se construye un nuevo edificio con la aportación del Ministerio de Educación y Ciencia, para la Escuela de Enfermeras, más moderno y con más medios para la docencia.
Se configura años más tarde, una asociación por el Hospital Valdecilla y la Residencia Cantabria, que pasa a ser un Centro Especial de la Seguridad Social, y para poder adaptarse a este cambio, Valdecilla pasa a ser Hospital Genera] y la Residencia Sanitaria Cantabria se transforma en Centro Materno Infantil, recibiendo el conjunto la denominación de Centro Médico Nacional "Marqués de Valdecilla". Este proyecto fue firmado el 22 de junio de 1972, encargándose la Seguridad Social de la financiación y de la gestión económica administrativa.
El volumen y la importancia de las inversiones y transformaciones realizadas se establece comparando las cifras del momento de la fusión. Al producirse la fusión en el año 1973 la Fundación Marqués de Valdecilla tenía una plantilla de 379 personas y 682 en la Residencia Sanitaria Cantabria, es decir, en total 1.061 personas, y en el año 1982 la plantilla total del Centro Médico era de 4.000 personas, es decir, prácticamente se habían creado 3.000 puestos de trabajo, pasando a ser el Centro Médico, en número de empleados, el primero de todas las empresas de Cantabria.
Cabe destacar la creación de la Facultad de Medicina (antigua aspiración ya desde décadas anteriores) en el año 1972, aunque el primer curso no daría comienzo hasta el 10 de enero de 1973, con el director de Valdecilla desde 1969 como decano-comisario, Segundo López Vélez. Se utilizó el potente dispositivo de Valdecilla y las ayudas de la Diputación Provincial para el desarrollo de la facultad.
El 10 de agosto de 1990, el Rector de la Universidad de Cantabria (José María de Ureña Francés) y el director general del Instituto Nacional de la Salud (Jesús Gutiérrez Morlote) firmaron el Concierto entre las dos instituciones, para la docencia clínica en Ciencias de la Salud en Cantabria. El Instituto Nacional de la Salud (INSALUD) aportaba para la docencia clínica los Centros de Salud Cazoña (Santander), Camargo y Dobra (Torrelavega), así como el Hospital Nacional "Marqués de Valdecilla" que, desde entonces, pasaba a denominarse "Hospital Universitario Marqués de Valdecilla".
En 1982 se consiguen los fondos necesarios por valor de más de 500 millones de pesetas para la iniciación de la remodelación de los pabellones de Valdecilla procedentes de la antigua fundación, con la finalidad de dedicarlos a la ampliación de actividades de diversos sectores, como la unificación de la atención de enfermos oncológicos.

### Actualidad

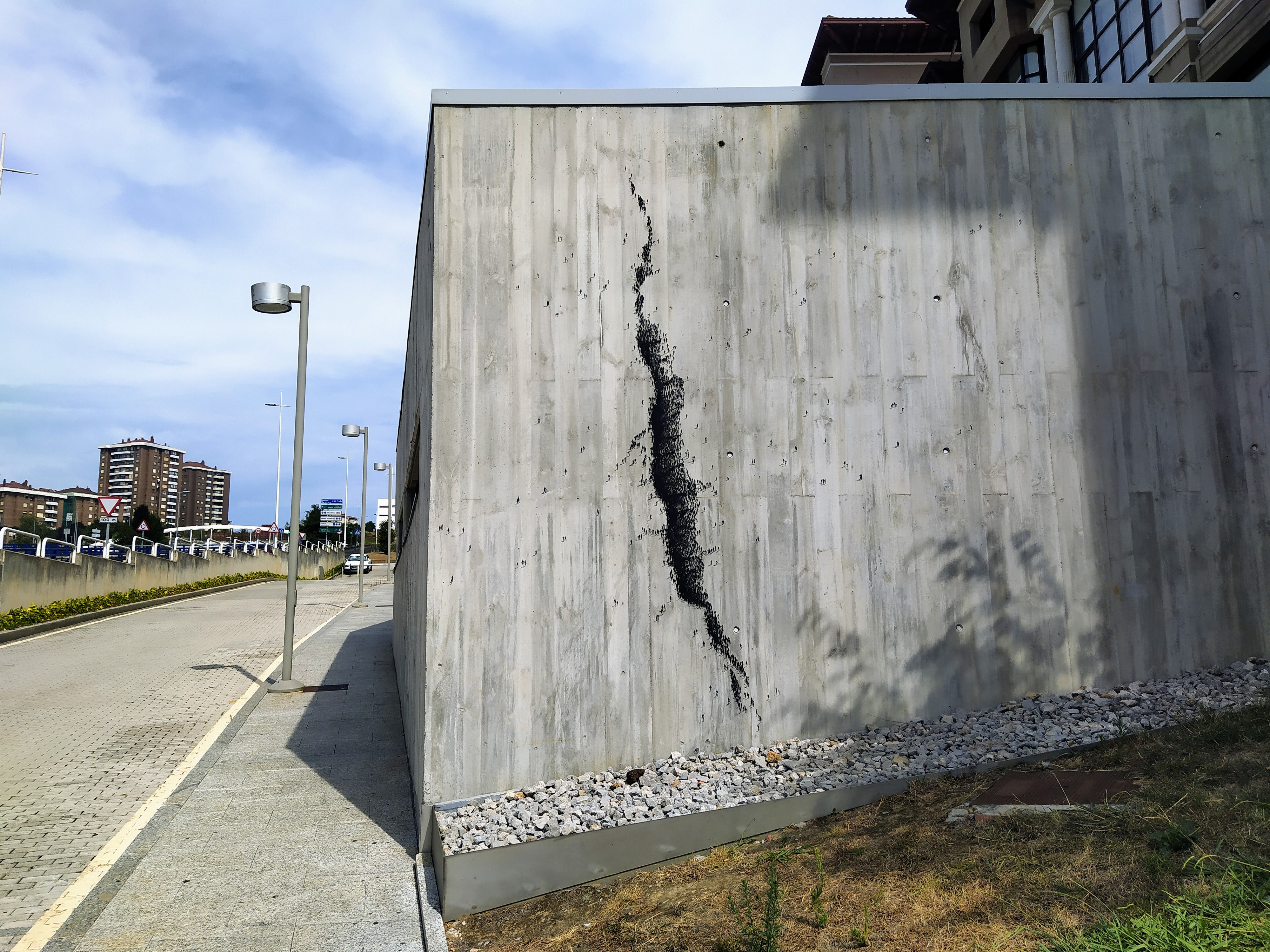
Trampantojo titulado Distancia Social del artista Pejac situado en el exterior del pabellón 20 del complejo hospitalario. La obra es una homenaje al esfuerzo del personal sanitario durante la pandemia de COVID-19.

De este modo, se inicia la etapa actual del hospital de Valdecilla, en la que se consolida como Hospital General y empresa líder en número de empleados en Cantabria, siendo un referente e institución esencial de la comunidad autónoma. Valdecilla ha sido la institución de mayor influencia en el ámbito científico, social e incluso económico de Cantabria. El hospital se encuentra dentro de la lista de Centros, Servicios y Unidades de Referencia del Sistema Nacional de Salud en España.
El complejo hospitalario está formado por tres conjuntos de edificios:
- El propio Hospital Universitario Marqués de Valdecilla.
  - Residencia general (fue derribada en abril del 2008).
  - Nueve pabellones de la antigua "Casa de Salud Valdecilla".
  - Facultad de Enfermería, de la Universidad de Cantabria.
  - Edificio "2 de noviembre", antiguo Edificio de Traumatología.
  - Edificio "Valdecilla Sur", alberga las consultas.
  - Edificio "Tres Torres". El sucesor de la Residencia. Fue abierto en su totalidad en mayo de 2016.
- Hospital Cantabria (popularmente denominado Residencia), era el hospital materno-infantil y de los servicios de Medicina Interna, Neurología, Endocrionología, Reumatología y Neurología. Fue cerrado el 15 de mayo de 2016
- Centro de Especialidades Vargas, consultas externas.

Las instalaciones del hospital no han dejado de ser ampliadas, sin embargo cabe mencionar el deterioro de las mismas, que se hizo presente en la década de los 90 con el derrumbe de la fachada noroeste del edificio de Traumatología, ocurrido en la mañana del 2 de noviembre de 1999. El derrumbe provocó la muerte a 4 trabajadores del centro y causó 15 heridos. El incidente hizo notorio el deterioro que venía sufriendo el hospital con el paso de los años. 
En el año 2007 se creó una hospedería para acompañantes de enfermos gracias a la colaboración de Caja Cantabria. En 2008 entraron en servicio el nuevo edificios de consultas Valdecilla Sur y quirófanos, siendo director gerente del centro César Pascual Fernández. El neurólogo Julio Pascual Gómez dio el relevo al frente de Valdecilla a César Pascual, cesado tras el cambio de Gobierno en Cantabria en julio de 2015.
En 2020, durante la pandemia de COVID-19, el artista Pejac realizó tres murales en diversas paredes del edificio: Distancia Social, con un diseño en trampantojo que semejaba una grieta en la pared, pero que vista de cerca se convertía en multitudes de personas de tamaño minúsculo, casi como hormigas; Superación —en colaboración con varios pacientes de la unidad de oncología infantil—, donde un niño se sube a una silla de ruedas para pintar en la parte superior de la obra; y Caricia, dos siluetas negras —un médico y su paciente— cuyas sombras en el suelo están llenas de nenúfares, en un homenaje al pintor Claude Monet.

## Equipo Directivo
- Gerente: Rafael Tejido García
- Directora Médica: Rosa Ana García Díaz
- Directora de Enfermería: Gema García López
- Director Económico-Administrativo: Jesús Martín Lázaro

## Servicios y especialidades
| - Admisión y documentación clínica. - Alergología. - Análisis clínicos. - Anatomía patológica. - Anestesiología y reanimación. - Cardiología. - Angiología y cirugía cardiovascular. - Cirugía general y digestiva. - Cirugía maxilofacial. - Cirugía pediátrica. - Cirugía plástica y reparadora. - Cirugía torácica. - Citogenética. - Dermatología. - Digestivo. - Endocrinología y nutrición. - Estomatología. - Farmacia hospitalaria. - Farmacología clínica. | - Geriatría. - Inmunología. - Hematología. - Hospital de día. - Hospitalización domiciliaria. - Inmunología. - Medicina intensiva. - Medicina interna. - Medicina legal y forense. - Medicina nuclear. - Medicina preventiva y salud pública. - Medicina del trabajo. - Microbiología y parasitología. - Nefrología. - Neumología. - Neurología. - Neurocirugía. - Neurofisiología clínica. - Nutrición y dietética. | - Obstetricia y ginecología. - Oftalmología. - Oncología médica. - Oncología radioterápica. - Otorrinolaringología. - Pediatría. - Prevención de riesgos laborales. - Psiquiatría. - Radiodiagnóstico. - Radiofísica hospitalaria. - Radioprotección. - Rehabilitación. - Reumatología. - Traumatología y cirugía ortopédica. - Unidad de Alta Resolución Hospitalaria (UARH). - Unidad Genética Molecular. - Urgencias. - Urología. |

## Equipamiento
- 3 TAC
- 1 PET-TAC, Ciclotrón y Laboratorio de Síntesis
- 4 Resonancia magnética
- 3 Gammacámaras
- 2 Salas de hemodinámica
- 2 Angiografía por Sustracción Digital
- 1 Litotricia extracorporal por ondas de choque
- 3 Aceleradores lineales de electrones

## Investigación
- Cáncer
- Neurociencias
- Enfermedades infecciosas sistema inmune
- Biotecnología y trasplantes
- Metabolismo
- Epidemiología y salud pública